# Маркова Волиця
Маркова́ Воли́ця — село в Україні, у Житомирському районі Житомирської області. Населення становить 234 осіб.

## Географія
Село розташоване на лівому березі річки Унава.

## Історія
У 1836 році, серед багатьох інших, було у власності кн. Радзивіла.
У 1923—54 роках — адміністративний центр Маркововолицької сільської ради Попільнянського району.

## Населення

### Мова
Розподіл населення за рідною мовою за даними перепису 2001 року:
| Мова            | Кількість | Відсоток |
| --------------- | --------- | -------- |
| українська      | 225       | 96.15%   |
| російська       | 3         | 1.28%    |
| білоруська      | 1         | 0.43%    |
| гагаузька       | 1         | 0.43%    |
| інші/не вказали | 4         | 1.71%    |
| Усього          | 234       | 100%     |

## Відомі люди
Титарчук Леонід Михайлович народився 20 червня 1921 року в с. Маркова Волиця Попільнянського району. Виріс у селянській сім'ї колгоспників. У 1940 році закінчив Харліївську середню школу. В с. Малі Дорогостаї проживав з 1980 року. У 1940 році був призваний на службу в радянську армію. 22 червня 1941 року був призваний на фронт. Воював у складі 348 стрілецького полку 51 Перекопської дивізії. Брав участь у боях «Корсунь-Шевченківській операції», у боях при взяті м. Відня, в Чехословаччині. Зустрів перемогу на території Чехословаччини під Прагою. Помер в 2007 році. Нагороджений орденами: «Червона зірка» За мужність 3 ст." «Вітчизняної війни 2 ст.» Медалями: «За відвагу»[джерело?].